# Квартал (частина року)
Квартал (від нім. quartal < лат. quārtā - чверть, четверта частина) - одиниця виміру часу, що дорівнює трьом місяцям, ½ півріччя чи ¼ року.
Квартали року мають різну тривалість у днях. Номер кварталу в Україні зазвичай позначається римськими цифрами (I, II, III і IV), у США - за допомогою великої літери Q і номера кварталу (Q1, Q2, Q3 і Q4).
Одиниця використовується в основному для цілей бухгалтерського обліку і економічної статистики.
- Перший квартал (перша чверть року): січень, лютий, березень.
- Другий квартал (друга чверть року): квітень, травень, червень.
- Третій квартал (третя чверть року): липень, серпень, вересень.
- Четвертий квартал (четверта чверть року): жовтень, листопад, грудень.